# Río Blanco (Jujuy)
Río Blanco es una localidad argentina ubicada en el departamento Palpalá de la provincia de Jujuy. Se encuentra en la desembocadura del río Blanco sobre el río Grande de Jujuy y es atravesada por la Ruta Provincial 1, a 8 km del centro de San Salvador de Jujuy y a 5 km de Palpalá, estando conurbada con ambas en el Gran San Salvador de Jujuy.

## Historia
Hay vestigios de que estuvo poblada desde tiempos prehispánicos, encontrándose en el río principalmente restos de vasijas, huesos y piedras talladas. Por su cercanía a San Salvador de Jujuy fue rápidamente poblada por los españoles. En 1588 a Gonzalo de Tapia le es asignada la encomienda de la tribu Paypaya de este lugar, quien construye casas, capilla y el pueblo para los indios; se cree que era un lugar próspero puesto que hasta contaba con nombre: Francisco de Paypaya. Dicho asentamiento era continuamente atacado por indios provenientes del Chaco.  En 1778 la Hacienda de Río Blanco fue censada con 41 habitantes, sobre un total de 500 que había en todo Palpalá. Ya como parte de la Argentina recibió inmigrantes, quienes convirtieron la zona en la huerta de Jujuy por la fertilidad de sus tierras. Con la llegada del ferrocarril se instala un apeadero en Río Blanco, e incluso la villa tuvo en las primeras décadas del siglo XX una población superior a la de Palpalá.

## Actualidad
Actualmente es una zona semiurbana con ámbitos rurales definidos. Cuenta con puesto de salud, biblioteca, escuela, comisaría, agua potable y energía eléctrica.
A mediados del año 2014, se iniciaron obras viales sobre sus montañas a fin de tener acceso libre sobre la Autopista Raúl R. Alfonsín ex Ruta 66.

## Virgen de Río Blanco y Paypaya
La capilla de la Virgen de Río Blanco y Paypaya aloja la imagen de la patrona provincial, siendo destino de peregrinaciones en el mes de octubre.
Todos los años en el mes de octubre se realiza en cada domingo durante este mes, Las Peregrinaciones en honor a la Virgen del Rosario de Río Blanco y Paypaya, donde se congregan aproximadamente 60 000 feligreses en cada jornada.

## Parroquias de la Iglesia católica en Río Blanco
| Diócesis  | Jujuy                   |
| --------- | ----------------------- |
| Parroquia | Santuario de Río Blanco |